# Ministère de la Santé (Gabon)
Pour les articles homonymes, voir Ministère de la Santé.
Le ministère de la Santé est le département ministériel du gouvernement gabonais chargée de la mise en œuvre de la politique du gouvernement dans le domaine de la santé publique.
Le siège central du ministère se situe à côté de l'immeuble Alu-Suisse, Libreville, Gabon.

## Liste des ministres de la Santé
- 2023 : Adrien Mougougou[1] ;
- 2020 : Guy Patrick Obiang Ndong[2] ;
- 2012 : Léon N'zouba[3].